# 都蘭 (臺灣)

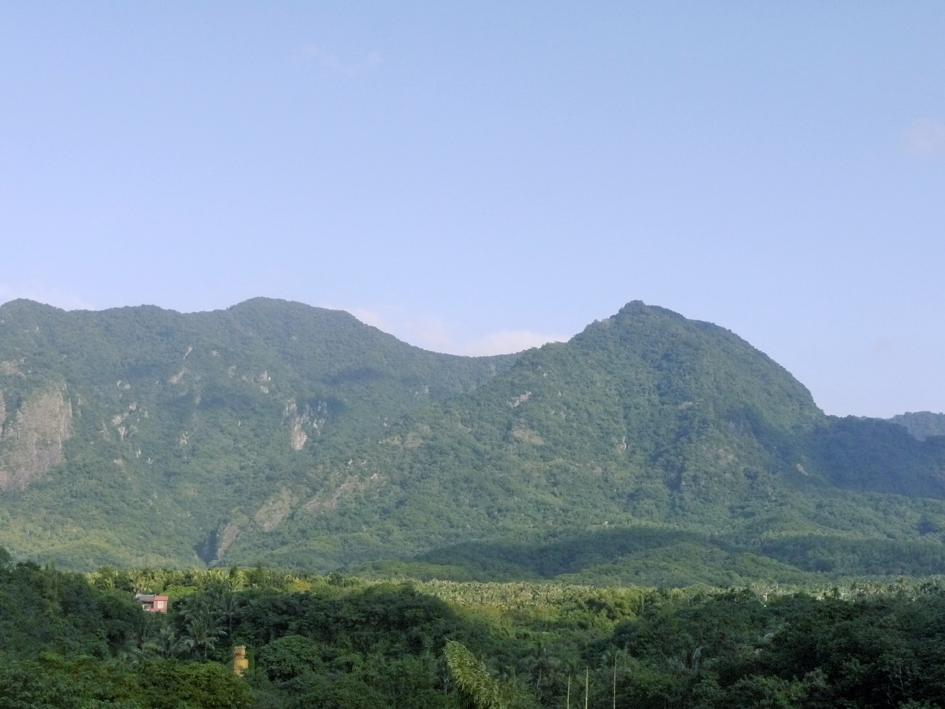
台9線遠眺都蘭山

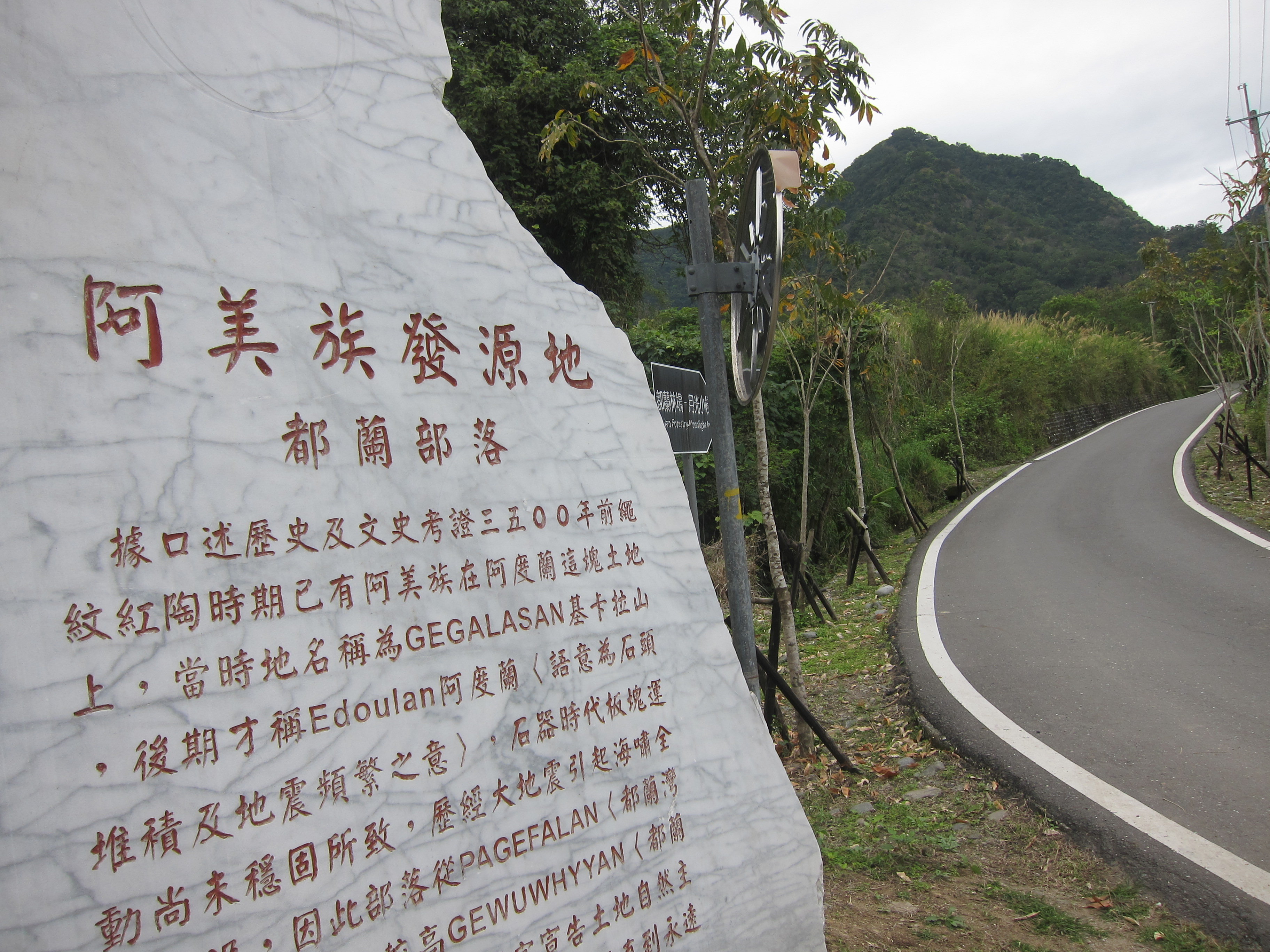
都蘭部落的「阿美族發源地」立碑

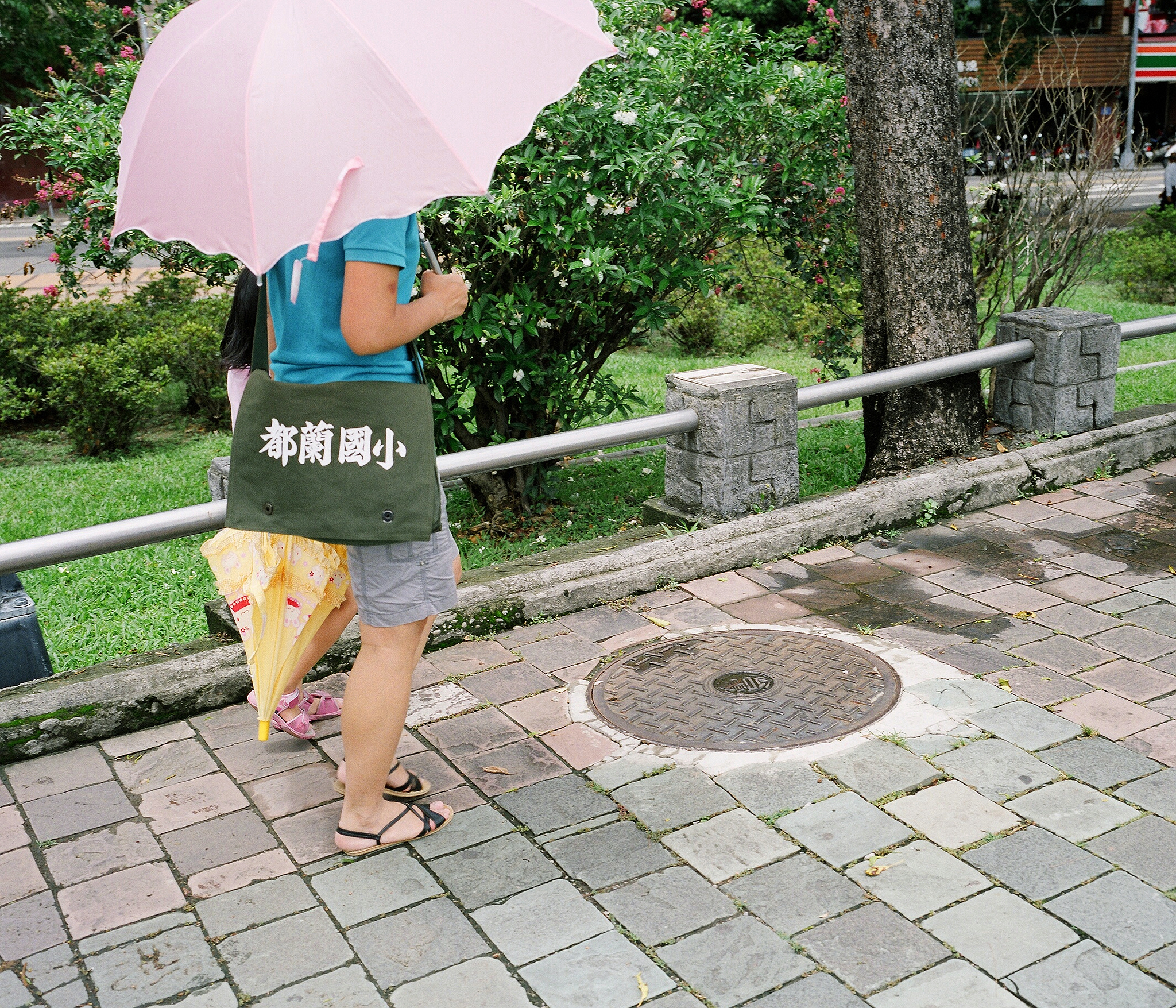
都蘭國小書包

都蘭，舊名都鑾，是由阿美語 'atolan 音譯而來。位於台灣的臺東縣東河鄉，東河鄉原稱都蘭鄉，為阿美族部落之一，前臨太平洋，後為海岸山脈的都蘭山，雖然因觀光的發展，不少漢人進入該村落設立商店，但都蘭部落裏仍保存不少阿美族的傳統生活習俗和文化。

## 阿美族發源地
據口述記載及文史考證，3500年前，繩紋紅陶時期已有阿美族在當時稱為基拉亞散（Cilangasan）的都蘭生活。後期改稱阿度蘭（'atolan），意為石頭堆積或地震頻繁之意。此地又被認為是阿美族的發源地。
日治時期以後，官方稱為「都鑾」。1937年花、東兩廳實施街庄制，再改名「都蘭」，屬都蘭庄。

## 都蘭豐年祭
每年6~8月中會舉辦為期幾天的豐年祭活動，都蘭阿美族內對於勞動年齡的階層都有嚴格的分級，以5~10歲為一個階層，最基層的部分為“巴卡路耐”，必須為長輩服務且還要整理會場，在勇士舞中，巴卡路耐也是第一個必須入場且要最後離場，整個下來可能近一小時皆有可能，是一個考驗耐力以及毅力的活動，最高階級的長輩們只需要在年輕一輩入場後，再入場且可最早離場，所以在都蘭豐年祭中，是十分注重長幼階層。

## 機關
- 臺東縣東河鄉立圖書館
- 臺東縣立都蘭國民中學
- 臺東縣東河鄉都蘭國民小學 （页面存档备份，存于）

## 旅遊
- 新東糖廠
- 水往上流
- 都蘭灣
- 都蘭鼻
- 都蘭遺址